# 1946 год в театре
1946 год в театре

## Персоналии

### Родились
- 5 января — Андрей Болтнев, советский и российский актёр театра и кино.
- 16 января — Катя Риччарелли, итальянская оперная певица, актриса и педагог.
- 27 января — Александр Бордуков, советский и российский актёр театра и кино, Заслуженный артист России.
- 2 февраля — Юрий Чехов, советский и российский театральный актёр.
- 3 февраля — Николай Рябков, советский и российский актёр театра и кино.
- 5 февраля — Виктор Ильичёв, советский актёр театра и кино.
- 15 февраля — Наталья Фекленко, советская и российская актриса театра и кино.
- 28 марта — Станислав Житарев, советский и российский актёр театра и кино, Заслуженный артист Российской Федерации.
- 12 мая — Валерий Галендеев, советский и российский театральный педагог и режиссер, профессор, доктор наук, заслуженный деятель искусств Российской Федерации, лауреат Государственной премии России, Международной премии им. Станиславского, премии Правительства Санкт-Петербурга, премии им. Андрея Толубеева, высшей театральной премии Санкт-Петербурга Золотой софит.
- 21 июля — Людмила Зайцева, актриса театра и кино.
- 3 августа — Николай Бурляев, российский актёр театра и кино, народный артист России.
- 22 декабря — Владимир Богин, советский и российский актёр театра и кино, лауреат Государственной премии СССР, Народный артист Российской Федерации.

### Скончались
- 16 февраля — Иван Москвин, российский и советский актёр театра и кино, Народный артист СССР.
- 16 апреля – Беллари Рагхава – индийский театральный деятель, актёр театра и кино, драматург.
- 15 мая — Григор Аветян, армянский советский актёр театра и кино, Народный артист Армянской ССР.
- 20 сентября — Карле Хальме, финский актёр театра и кино, драматург, сценарист, прозаик, режиссёр и театральный деятель.
- 26 сентября — Мария Базилидес, венгерская оперная певица (контральто).